# MAKING SENSE
『MAKING SENSE』（メイキング・センス）は、2005年4月1日から2014年3月31日までJ-WAVEが放送していたラジオ番組。以前の番組提供はdocomo。2007年4月からはBrandnew Jによるサイマル放送が始まった。

## 番組概要
内容はおよそ7分間の三谷幸喜・清水ミチコの対談形式によるトークと、その日の音楽一曲で構成される。トークと曲の間や番組のエンディングには、その日の2人のトークと関連づけた英語によるナレーションも入る。（最後に英語でまとめている男性はMic Bondである）なお、ステレオ放送対応のラジオで聴くと左のスピーカーから清水の声が、右のスピーカーから三谷の声が聴こえるようになっている。
話題は成り行き上テーマを決めて話すこともあれば、各人の日常生活上の出来事、世間でトピックなこと等とその幅は広い。
おしゃべりは一定の放送分を一括して収録しており、本人たちが一回の放送分に纏まるよう編集点を打ち込みながら話していくスタイルを採用している。それにより、一回の放送でその日の話題はひとまず完結するよう構成されていると同時に 話題が緩やかに翌日以降に繋がっている。なお、話題の区切りは週単位にはなっていない。このため、前日と異なるまったく新しい話題になるときには、"A brand-new topic Making Sense"というジングルがトーク冒頭に入り、話題が変化することを明らかにしている。
三谷にとっては出演者として名を連ねる初めてのレギュラー番組になる。三谷は「プロの芸」（清水）と「プロの考え方」（三谷）がタッグを組む最強のコンビになると考え、また自身の「思い出作り」のために出演を決めたことを回顧している。収録が終わってスタッフからお疲れ様と出迎えてくれる瞬間が一番苦手で、帰宅してからもくよくよ悩んで反省しながらも、最後には「いいんだ、僕は喋るのが仕事じゃないんだから」と開き直るのがいつものパターンだと自著『三谷幸喜のありふれた生活』で語っている。一方で「僕にとって楽しい仕事」「いい加減さが、この番組のカラー」などとも語っており、プライベートではほとんど喋らずいつも聞き役に回っている三谷にとっては一週間に喋る分量の半分以上をこの番組のトークで費やしていると述べている。

## 放送時間
- 月曜-金曜 23:45-24:00

## 参考
三谷幸喜は、朝日新聞夕刊に連載中のエッセイ「三谷幸喜のありふれた生活」（第278回目。2005年10月19日号）において本番組の収録の段取りや収録状況の様子、番組に対する心持などについて記している。
2005年11月現在、番組オフィシャルサイトにて、番組内での二人によるおしゃべりのダイジェスト版を聞くことができる。しかし、ダイジェスト版といってもおしゃべりが要約されているわけではなく、おしゃべりの一部をストリーミング形式で2分程度聞けるようにしただけのもの。

## 番組関連書籍
番組内でのトークを元にした下記の書籍が三谷幸喜・清水ミチコ共著として出版されている。
- 『むかつく二人』（2007年1月、ISBN 4-344-01275-5、幻冬舎）
- 『いらつく二人』（2008年3月、ISBN 4-344-01468-5、幻冬舎）
- 『かみつく二人』（2009年6月、ISBN 978-4-344-01680-4、幻冬舎）
- 『たてつく二人』（2011年2月、ISBN 978-4-344-01943-0、幻冬舎）